# Апсцес тестиса
Апсцес тестиса (епидидимиса) је релативно редак ограничени гнојни процес, који настаје као последица специфичне и неспецифичне инфекције епидидимиса, тестиса или трауме скротума. 
Како инфекција није локализована само у једном интраскроталном органу, многи аутори ово обољење називају акутни орхиепидидимитис или акутни епидидимоорхитис.

## Називи
Апсцес тестиса — Акутни епидидимоорхитис — Акутни орхиепидидимитис.

## Етиологија
Апсцес тестиса и епидидимиса је секундарни, запаљењски процес ових органа, и једно од ургентних стања у акутном скротуму. У огромној већини случајева претходи му неспецифична, али може бити последица и специфичне инфекције.
Неспецифичне инфекције,
- епидидимиса и тестиса,
- истовремена упала тестиса и епидидидимиса,[3]
- траумом изазване инфекције,
- јатрогено изазвана инфекција.[4]

Специфичне инфекције
- Сексуално преносиве болести; гонореја (Neisseria gonorrhoea) и хламидија (Chlamydia trachomatis)
- Туберкулоза (Mycobacterium tuberculosis).[5]

Апсцес тестиса и епидидимиса најчешће изазивају: грам-негативне бактерије (Enterococcus coliforms. Staphylococcus spp. Streptococcus spp.) Кохов бацил, и сл. Трансмисија инфекције је најчешће, али не и обавезно, сексуално узрокована.
Понекад акутном епидидимоорхитису претходи уретритис, простатитис и симптоматска хидроцела или хематоцела.
Фурнијеова гангрена (некротизирајући фасциитис) је гангренозни процес који укључује и апсцес спољашњих гениталија, а настаје као последица ширења инфекције из уринарног тракта или директно из периректалних извора инфекције.

## Клиничка слика
Болест почиње нагло;
- Јаким болом у тестису, који се смањује при мировању, лежању или елевацији тестиса.
- Повишеном локалном и општом телесном температуром.
- Отоком о црвенилом коже скротума (мошнице).[9]

## Дијагноза
У постављању дијагноза апсцеса тестиса, користи се следеће методе;

### Имиџинг тестови
Ултрасонографија
Од ових тестова ултразвук може бити јако користан, јер потврђује дијагнозу налазом апсцеса у тестису. Ултразвучни налаз се карактерише жаришнаом регијом измењене ехогености обично мешане чврсто/цистична структуре, која може бити изоехоичана у однсу на остатак тестиса, јер је жаришна регија измењене васкуларности (аваскуларна регија окружена повећаном васкуларности) што је доказ епидидимитиса (у већини случајева) или реактивне хидрокоеле.
Важно је током ултрасонографије проценити и да ли се ради о дифузној промени или капсулирању како би се икључила пиоцоела настала згушњавањем скроталне коже и извршила процен зида апсцеса скроталног зида у коме може бити присутан интраскротални гас.
Сцинтиграфија
Сцинтиграфија показује појачану перфузију, али смањено уношење радиофармака централно у тестис у некротично језгро апсцеса.

## Диференцијална дијагноза
Диференцијалнодијагностики треба разматрати следећа стања:
- Карцином тестиса
- Бенигне цисте тестиса[17]
- Еепидидимоорхитис
- Епидидимални апсцес
- Торзија семене врпце (са некрозом)
- Повреде тестиса

## Терапија
У случају орхиепидидимитиса лечење је конзервативно - одговарајућим антибиотицима (цефалоспорини, тетрациклини код неспецифичних инфекција), уз мировање и примену аналгетика против болова.
Дренажа апсцеса, која може бити површна или интраскротална једна је од метода избора, која има за циљ евакуацију створеног гнојног сасржаја у апсцесу. Нема контраиндикације за ову врсту интраскроталних апсцеса, јер нема толико тешких стања да болесник не може да издржи операцију. Пацијенти са Фоурнијеовом гангреном захтевају агресивну реанимацију, примену антибиотика широког спектра и брзу хируршку интервенцију.
Као додатна мера примењује се елевација скротума (може и са суспензијом за тестисе, али се може бити и импровизовн), у циљу смањења отока.

## Прогноза
Ако се лечи правилно и на време апсцес тестиса најчешће не оставља никакве последице. Међутим, запуштени или нелечени облик орхиепидидимтис врло лако формира апсцес. 
Понекад апсцес тестиса или епидидимиса може имати субакутни ток, када без обзира на терапију иде ка даљем стварању апсцеса. У тим стањима он може да коликвира, и да се спонтано отвари на кожи скротума. Овакву ситуацију лекар не би требало да сачека, већ би требало да се правовремено учини инцизија са дренажом уз максималну антибиотску заштиту. Интензивно лечење најчешће спашава тестис, при чему се мацерирају и пропадају само овојнице тестиса. Међутим има случајева када је једини третман орхиектомија или вађење тестиса.

## Компликације
Компликације повезане са акутним епидидимитисом и бактеријским орхитисом укључују следеће:
- Скротални апсцес и пиоцелу
- Инфаркт тестиса: који је последица ограниченог проток крви у тестисној артерији
- Проблеми са плодношћу; стерилитет је неуобичајен након акутног епидидимитиса, иако је права инциденца непозната. Поремећаји квалитета сперме услед леукоцитоспермије и упале су обично пролазни. Важнија је далеко ређа азооспермија, која је узрокована опструкцијом епидидималног канала уочена код мушкараца са нелеченим или неправилно леченим епидидимитисом. Инциденца овог стања је непозната.
- Стерилност се јавља код 7-13% оболелих пацијената; орхитис утиче на интерстицијум тестиса више него на Лејдигове и Сертолијеве ћелије, али може утицати на број сперматозоида, покретљивост и морфологију
- Атрофија тестиса;  због хипогонадотропног хипогонадизама који може настати као резултат атрофије тестиса, која се примећује код 30-50% пацијената.
- Кожна фистулизација услед руптуре апсцеса кроз туницу вагиналис (посебно код туберкулозе)
- Понављање, хронични епидидимитис и орхиалгија.